# 滨湖施泰因贝格
滨湖施泰因贝格是德国巴伐利亚州的一个市镇。总面积20.22平方公里，总人口1867人，其中男性935人，女性932人（2011年12月31日），人口密度92人/平方公里。